# Tierra Blanca (municipalité)

La municipalité de Tierra Blanca est l'une des 212 municipalités de l'État de Veracruz, et est située dans la partie sud-est de cet État, au Mexique. Son territoire est à cheval sur la plaine côtière du golfe du Mexique, qui se trouve au nord, et sur les piémonts de la Sierra Madre orientale au sud-est. Elle appartient à la partie nord-ouest du bassin du fleuve Río Papaloapan. Son territoire prend appui au sud-est sur la limite administrative entre les États de Veracruz et de Oaxaca. Son chef-lieu est la ville éponyme de Tierra Blanca. Elle dépend de la région administrative de Papaloapan, qui est une des 10 subdivisions administratives de l'État de Veracruz.

## Géographie
La municipalité de Tierra Blanca s'étire du sud-ouest au nord-est le long de la limite administrative entre les États de Veracruz et de Oaxaca. Bordé au nord par la rivière Río Blanco, qui y forme sa limite, son territoire fait partie du bassin du fleuve Río Papaloapan. Son chef-lieu est la ville éponyme de Tierra Blanca, qui se situe dans la partie sud-est de son territoire. Ce territoire couvre une superficie de 1516,8 km2, et était peuplé en 2020 de 95 602 habitants, pour une densité de 63 habitants par km2.
La municipalité est limitrophe au nord de celles de Tlalixcoyan, Cotaxtla et Cuitláhuac, à l'ouest de celle d'Omealca, au sud-ouest, dans l'État de Oaxaca, de celles de Cosolapa, de Acatlán de Pérez Figueroa et de San Miguel Soyaltepec, au sud, à nouveau dans l'État de Veracruz, de celle de Tres Valles, et à l'est de celles de Cosamaloapan de Carpio, Ixmatlahuacan, et Ignacio de la Llave.

## Composition et démographie
La municipalité était composée en 2020 de 450 localités, dont 2 étaient considérées comme urbaines, les autres étant rurales.
| Localité                | Population |
| ----------------------- | ---------- |
| Tierra Blanca           | 47 035     |
| Joachín                 | 2623       |
| Rodríguez Tejeda        | 1586       |
| Huixcolotla             | 1521       |
| Villas de Tierra Blanca | 1340       |
| Reste des localités     | 41 497     |
| Total population        | 95 602     |

En plus de l'espagnol, plusieurs langues amérindiennes sont parlées dans la municipalité, dont les principales par ordre d'importance sont : le mazatèque, le nahuatl, le zapotèque, le chinantèque, et le mixtèque.

## Histoire
Au XIXe siècle, Tierra Blanca dépend de la municipalité de Tlalixcoyan. Tierra Blanca devient, par décret, une municipalité en 1915, prenant ainsi son autonomie.
En 1901 est construite une voie de chemin de fer reliant la localité de Tierra Blanca à la ville de Veracruz.

## Économie

### Agriculture et élevage
La superficie des parcelles semées représentait en 2019 une surface totale de 35 829,3 hectares, parmi lesquels 20 558,3 hectares voués à la culture de la canne à sucre, 9997 voués à la culture du maïs, et 2782 hectares laissés en prairie pour le pâturage.
En 2019, la production de viande par tonnes comprenait 3581,7 tonnes de viande bovine, 1670,5 tonnes de viande porcine, 123,5 tonnes de viande ovine, 660,5 tonnes de volailles, et 27,5 tonnes de dinde. La superficie vouée à l'élevage représentait alors 43 296 hectares.